# ابوالفضل انوری
ابوالفضل انوری (زاده ۲۰ بهمن ۱۳۱۶ – درگذشت ۲۵ بهمن ۱۳۹۶) کشتی‌گیر اهل ایران بود.
وی در مسابقات کشوری و بین‌المللی در مجموع برندهٔ ۳ مدال برنز شده‌است. وی پرچم‌دار کشور ایران در بازی‌های المپیک تابستانی ۱۹۶۸ بوده‌است.

## بازی‌های المپیک

### المپیک ۱۹۶۸
وی در مرحله اول برابر لاسلو نیرش مجارستانی یک بر صفر برنده شد، در مرحله دوم نیز آرنه روبرتسون سوئدی را با همین نتیجه شکست داد، در مرحله سوم برابر لاری کریستوف آمریکایی با نتیجه ۳ بر صفر شکست خورد و در مرحله چهارم مقابل عثمان دورالیف بلغارستانی ضربه فنی شد و به مقام ششم دست یافت.

### المپیک ۱۹۷۲
انوری در مرحله اول برابر کارل انگل یک بر صفر پیروز شد، در مرحله دوم رابرت اندیای سنگالی را ضربه فنی کرد اما در مرحله سوم برابر خورلوگین بایانمونخ مغولستانی و ایوان یاریگین روس ضربه فنی شد و از مسابقات حذف شد.